# Good Hours

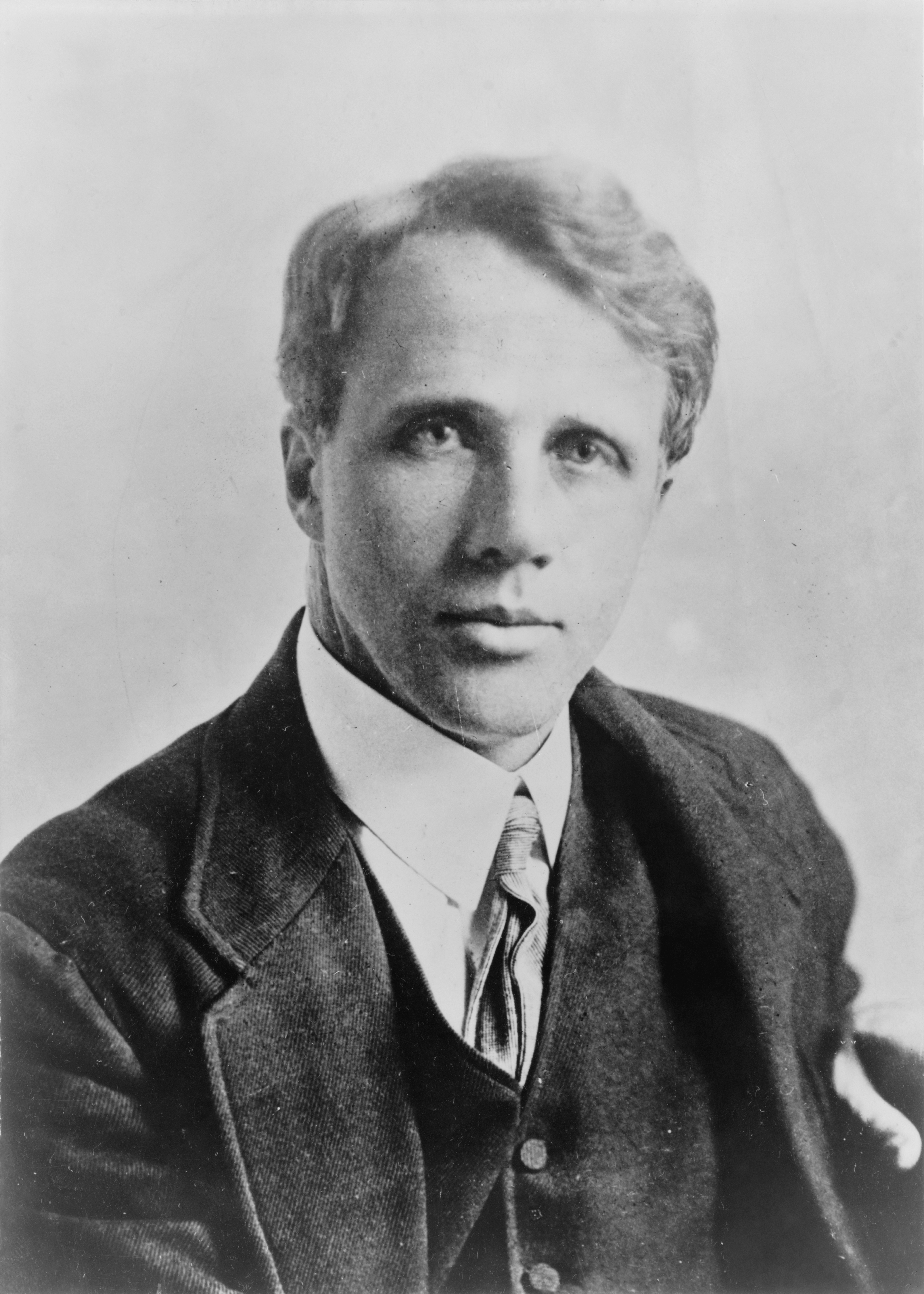
Robert Frost, (1910)

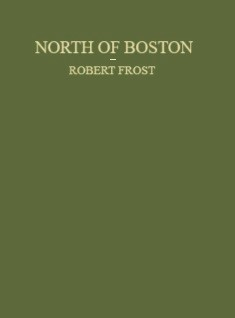
Okładka tomiku

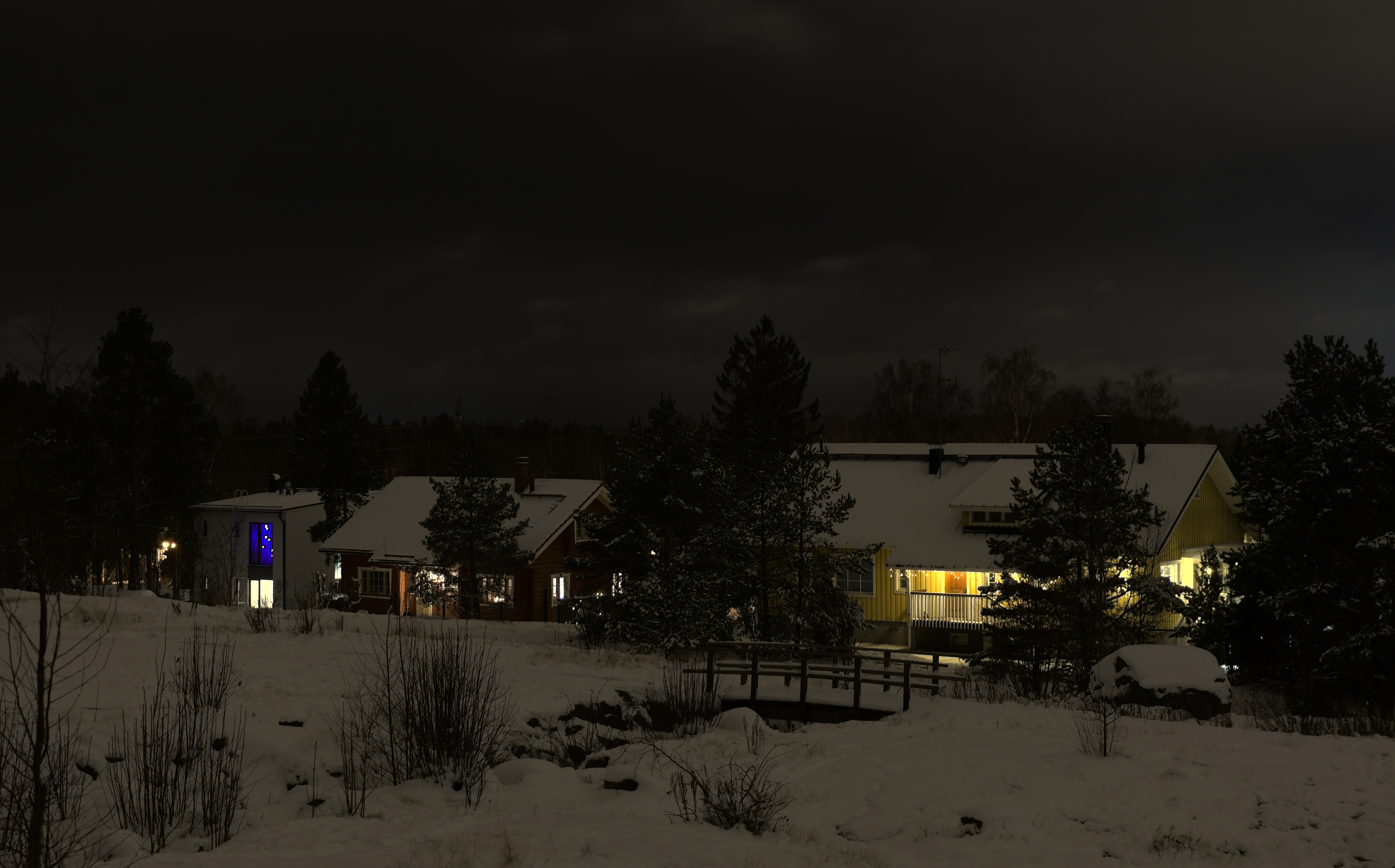
Domy stojące w szeregu

Good Hours – wiersz amerykańskiego poety Roberta Frosta z tomiku North of Boston, wydanego w 1914. Utwór został napisany wierszem rymowanym AABB.
Wiersz porusza temat samotności, autorefleksji oraz wewnętrznego poszukiwania sensu i celu w życiu. Poprzez bliższe przyjrzenie się strukturze, obrazowości i językowi wiersza, odkryjemy głębsze pokłady jego znaczeń i zyskamy uznanie dla poetyckiego kunsztu Frosta.
Good Hours to krótki wiersz, który podzielony jest na cztery zwrotki. Przedstawia osobę mówiącą, znajdującą ukojenie i samotność w ciemnościach nocy, z dala od rozproszeń dnia. Struktura wiersza odgrywa kluczową rolę w przekazywaniu tematów i emocji. Wiersz jest rymowany AABB, czyli każda linijka rymuje się z następną. Ten spójny schemat rymów tworzy poczucie harmonii i równowagi, odzwierciedlając pragnienie mówcy do porządku i spokoju pośród chaosu życia. Co więcej, zwięzłość wiersza dodaje mu siły oddziaływania i sprawia, że każde słowo ma znaczącą wagę. Frost po mistrzowsku wykorzystuje żywe obrazy, aby wywołać emocje i doświadczenia mówcy. Ciemność sama w sobie staje się wyraźnym obrazem, reprezentującym ucieczkę mówiącego od tętniącego życiem świata i jego podróż w głąb siebie. Język i ton słów przyczyniają się do ogólnej atmosfery wiersza. Użycie przez Frosta prostego i przystępnego języka pozwala czytelnikom połączyć się z doświadczeniem mówcy na głębszym poziomie. Wiersz wypełniony jest zmysłowymi szczegółami. Ton jest kontemplacyjny i introspekcyjny, odzwierciedlający stan umysłu mówiącego, który szuka ukojenia i sensu w ciszy nocy. Pierwsze dwa wersy wprowadzają w scenę ukazującą samotność mówiącego i jego tęsknotę za nocą: Byłem na zimowym spacerze wieczornym / Nie znalazłem nikogo, kto byłby rozmownym. Wersy te natychmiast wywołują poczucie izolacji i pragnienie mówcy, aby być sam na sam ze swoimi myślami. Przechodząc do drugiego czterowiersza, Frost kontynuuje eksplorację poszukiwania sensu i ukojenia. Wers otwierający wprowadza obraz domków, symbolizujących życie innych i ich wzajemne powiązania. Mówca obserwuje te domki, podkreślając swoją świadomość otaczającego go świata, nawet w samotności. Druga linijka, Ze święcącymi w dal oczami w śniegu, zestawia ciepło i wygodę domków z zimną naturą śniegu, podkreślając poczucie oderwania mówcy od świata. Wiersz zagłębia się w kilka fascynujących tematach, które rezonują z czytelnikami. Jednym z głównych jest poszukiwanie sensu i celu w życiu. Samotność i introspekcja prelegenta reprezentują głęboką podróż do samopoznania i potrzeby odnalezienia swojego miejsca w świecie. Dodatkowo wiersz porusza temat samotności i pragnienia więzi międzyludzkich. Noc i ciemność odgrywają znaczącą rolę. Mówca znajduje ukojenie i jasność w ciemności, z dala od rozproszeń i hałasu dnia. Noc symbolizuje czas autorefleksji, w którym może naprawdę skonfrontować się ze swoimi myślami i emocjami. Ciemność reprezentuje również nieznane i tajemnice życia, skłaniając do poszukiwania sensu i celu. Good Hours to prowokujący do myślenia wiersz, który zagłębia się w tematy samotności, autorefleksji i poszukiwania sensu życia. Poprzez swoją strukturę, obrazy i język, Frost skutecznie oddaje tęsknotę mówcy za ukojeniem i jego podróż do samopoznania. Wiersz przypomina nam o tym, jak ważne jest poświęcenie czasu na introspekcję i odnalezienie własnych dobrych godzin pośród chaosu życia.

Good Hours
I had for my winter evening walk – 

No one at all with whom to talk,

But I had the cottages in a row

Up to their shining eyes in snow.
And I thought I had the folk within:

I had the sound of a violin;

I had a glimpse through curtain laces

Of youthful forms and youthful faces.
I had such company outward bound.

I went till there were no cottages found.

I turned and repented, but coming back

I saw no window but that was black.
Over the snow my creaking feet

Disturbed the slumbering village street

Like profanation, by your leave,

At ten o’clock of a winter eve